# Amesoeurs
Amesoeurs was een post-punk/blackgaze band uit Frankrijk. De band is in 2004 opgericht in Bagnols-sur-Cèze. In maart 2009 besloot de band te stoppen.

## Bezetting
- Stéphane "Neige" Paut - zang, gitaar, basgitaar, synthesizer, drums;
- Audrey Sylvain - zang, basgitaar, piano;
- Fursy Theyssier - gitaar, basgitaar;
- Jean "Winterhalter" Deflandre.

## Discografie
- Ruines Humaines - (EP) 2006;
- Valfunde/Amesoeurs - (split) 2007;
- Amesoeurs - (studioalbum) 2009.